# Wolfgang Horn (muzikolog)
Wolfgang Horn (25. března 1956, Stuttgart – 7. května 2019, Řezno) byl německý muzikolog a vysokoškolský pedagog.

## Život
V letech 1975 až 1981 vystudoval hudební vědu a německý jazyk na univerzitě v Tübingenu a získal stipendium Studienstiftung des deutschen Volkes. Tématem jeho diplomové práce byly rané klavírní sonáty Carla Philippa Emanuela Bacha.
Od roku 1981 do roku 1983 byl členem redakčního týmu ediční řady Erbe deutscher Musik (EdM). Od roku 1983 byl po dobu šesti let do roku 1989 asistentem ústavu pro hudební vědu v Tübingenu. V roce 1986 úspěšně dokončil doktorát s disertační prací o hudbě drážďanského dvorního kostela. Mezi lety 1989 až 1994 pracoval jako vědecký asistent historické muzikologie na Hochschule für Musik und Theater v Hannoveru, kde se též habilitoval (1995). Poté opět přednášel v Tübingenu (1996–1998), 1998 až 2002 byl profesorem muzikologie na univerzitě Erlangen-Nürnberg a od roku 2002 až do své smrti vedl katedru muzikologie na univerzitě v Řezně (Regensburg).
Wolfgang Horn se významně věnoval také editorské činnosti a pod jeho dohledem vzniklo množství hudebních edic. K vydání připravil též celou řadu děl českého barokního skladatele Jana Dismase Zelenky. Účastnil se též pražských zelenkovských konferencí.